# Les Cheveux de ma femme
Les Cheveux de ma femme est une comédie-vaudeville en 1 acte d'Eugène Labiche, représentée pour la 1re fois à Paris au Théâtre des Variétés le 19 janvier 1856.
- Collaborateur Léon Battu.
- Éditions Michel Lévy frères.

## Distribution
| Acteurs et actrices ayant créé les rôles |                   |
| Personnage                               | Acteur ou actrice |
| Lardenois                                | Numa              |
| Rifolet                                  | M. Laurent        |
| Galipointe                               | M. Heuzey         |
| Eulalie, femme de Lardenois              | Mlle Hinry        |
| Gudule                                   | Mlle Baudin       |